# Lithocarpus erythrocarpus
Lithocarpus erythrocarpus là một loài thực vật có hoa trong họ Cử. Loài này được (Ridl.) A.Camus mô tả khoa học đầu tiên năm 1931.